# Корман, Борис Осипович
Бори́с О́сипович (Ошерович) Ко́рман (19 апреля 1922, Речица, Гомельская губерния, РСФСР — 2 марта 1983, Ижевск, Удмуртская АССР) — советский литературовед, доктор филологических наук.

## Биография
Борис Осипович (Ошерович) Корман родился 19 апреля 1922 года в Речице Гомельской губернии, РСФСР, в семье служащего.
В 1939 году поступил на факультет русского языка и литературы Гомельского педагогического института, но с началом войны эвакуирован в Коканд (не призван в армию по зрению). Сначала работал на строительстве сахарного завода, в сентябре 1942 года продолжил образование на факультете русского языка и литературы Ленинабадского педагогического института, окончив его в 1944 году.
В 1944—1946 годах работал преподавателем немецкого и русского языков, литературы в школах посёлка Кокташ Таджикской ССР и Сталинабада. Одновременно учился в аспирантуре при кафедре литературы Сталинабадского педагогического института (1944—1947), с 1946 года там же работал преподавателем. Во время «борьбы с космополитизмом» уволен, один год был учителем в Нежине.
С 1950 по 1971 год работал в Борисоглебском педагогическом институте[уточнить] (с 1967 года профессор), где создал основные свои труды. Защитил кандидатскую диссертацию «Поэзия Максима Богдановича (творческий путь)» (1951) и докторскую диссертацию «Лирика Н. А. Некрасова» (1965; оппоненты Б. Я. Бухштаб, Д. Е. Максимов, К. В. Пигарев и И. Г. Ямпольский).
В 1967 году Корман организовал межвузовскую конференцию «Образ автора в художественной литературе», к участию в которой смог привлечь Л. Я. Гинзбург, Б. Я. Бухштаба, Б. Ф. Егорова, Я. С. Билинкиса и А. П. Чудакова. Осенью 1971 года был избран на должность заведующего кафедрой русской и советской литературы Удмуртского государственного университета.
Борис Осипович Корман умер от инфаркта 2 марта 1983 года в Ижевске, Удмуртская АССР.
Сын — Корман Эли (Илья Борисович) (род. 1947) — советский и израильский поэт, литературовед, литературный критик.

## Научная деятельность
Научная деятельность Б. О. Кормана основана во многом на трудах филологов-«формалистов» (Ю. Н. Тынянова, Г. А. Гуковского, А. П. Скафтымова, Л. Я. Гинзбург и др.). Рассматриваемый Б. О. Корманом вопрос о «теории автора» продолжает идеи М. М. Бахтина. Основными работами, посвящёнными теории, являются:
- Изучение текста художественного произведения. — М., 1972.
- Практикум по изучению художественного произведения. — Ижевск, 1977.
- Практикум по изучению художественного произведения: Лирическая система. — Ижевск, 1978.

Созданная Б. О. Корманом «теория автора» даёт возможность охарактеризовать наиболее важные явления литературы: композицию литературного произведения, категорию рода литературы, жанра, художественного метода и стиля. Позволяет описать и раскрыть важнейшие понятия и стороны литературы: строение литературного произведения и различных уровней его организации, род и жанр, метод, направление и стиль.

## Основные работы
- Корман Б. О. О целостности художественного произведения
- Корман Б. О. Избранные труды по теории и истории литературы. — Ижевск, 1992.
- Корман Б. О. Лирика Н. А. Некрасова. — Воронеж, 1964. — 390 с.
- Корман Б. О. Из наблюдений над терминологией М. М. Бахтина. // Проблема автора в русской литературе XIX—XX вв. — Ижевск, 1978. — С. 188—189.